# Tommy Lawton
Tommy Lawton (6 de octubre de 1919 - 6 de noviembre de 1996) nacido en Farnworth, Inglaterra fue un futbolista y entrenador que desarrolló su carrera entre 1935 y 1958. Fue el jugador más joven en anotar un hat-trick en la segunda división inglesa de fútbol.

## Carrera
En 1935, fichó por el Burnley de la segunda división inglesa de fútbol. Allí marcó 16 goles en 25 partidos. La temporada siguiente fichó por el Everton, de la primera división inglesa, donde jugó durante tres temporadas. Allí formó pareja de delanteros con Dixie Dean. Sus actuaciones durante ese periodo le valieron para ser convocado para jugar con la selección inglesa, con la que marcó 22 goles en 23 partidos. Fue pichichi de la temporada 1938–1939 marcando 34 goles en la última temporada antes de la Segunda Guerra Mundial logrando ganar la liga.
Durante la Segunda Guerra Mundial, Tommy sirvió en la armada de su país. Jugó en el Chester F.C. anotando 5 goles contra la Real Fuerza Aérea.
Tras la guerra, el Chelsea F.C. le fichó por 11.500 libras. Debutó con los blues en un amistoso contra el Dynamo de Moscú en un partido en el que anotó un gol de cabeza. Tuvo problemas con su entrenador, así que terminó solicitando un traspaso, que llegaría de la mano del Notts County, un equipo de tercera que pagaría 20.000 libras por él. Allí se convirtió en un ídolo marcando 103 goles en 166 partidos. Con él en el equipo, el Notts Country ascendió a segunda división en 1950.  Tras su etapa allí, participó en el Brentford como entrenador y jugador al mismo tiempo, para fichar posteriormente por el Arsenal, que pagó 10 000 libras por él y donde finalizaría su carrera como jugador.
Finalmente, entrenó al Kettering Town y al Notts County.
En noviembre de 1996 una neumonía acabó con la vida de Tommy Lawton, a la edad de 77 años.

## Clubes como jugador
| Club         | País       | Año     | PJ  | Goles |
| ------------ | ---------- | ------- | --- | ----- |
| Burnley      | Inglaterra | 1935-36 | 25  | 16    |
| Everton      | Inglaterra | 1936-39 | 87  | 65    |
| Chelsea      | Inglaterra | 1945-47 | 42  | 30    |
| Notts County | Inglaterra | 1947-51 | 151 | 90    |
| Brentford    | Inglaterra | 1951-53 | 50  | 17    |
| Arsenal      | Inglaterra | 1953-55 | 35  | 13    |

## Clubes como entrenador
| Club           | País       | Año     |
| -------------- | ---------- | ------- |
| Brentford      | Inglaterra | 1953    |
| Kettering Town | Inglaterra | 1956    |
| Notts County   | Inglaterra | 1957-58 |

## Reconocimientos
Sus cenizas reposan en el Museo Nacional del Fútbol y en 2003 fue nombrado parte del Salón de la Fama del Fútbol inglés, situado también en el Museo Nacional del Fútbol.